# Mary Brown’s
«Mary Brown’s» — крупная канадская сеть кафе общественного питания, специализирующихся на блюдах из курицы. Компания имеет 85 мест в Канаде: 38 в Ньюфаундленд и Лабрадоре, 30 в Онтарио, 12 в провинции Альберта, три в Новой Шотландии и два в провинции Нью-Брансуик. Первый ресторан был открыт в 1969 году. Головной офис находится в Онтарио.
В 2013 году руководство ресторана активно интересовалось возможностью открытия своих локаций в Стамбуле. Представители ресторана рассказали, что планируют открыть около 100 своих точек по всей Турции до 2018 года, а также начать открывать кафе на Ближнем Востоке и в Восточной Европе.